# Armando Buscarini
Antonio Armando García Barrios, más conocido como Armando Buscarini (Ezcaray, 16 de julio de 1904 - Logroño, 9 de junio de 1940), fue un poeta bohemio español. El escritor Juan Manuel de Prada lo considera el «ángel custodio» de su vocación literaria.

## Biográfica

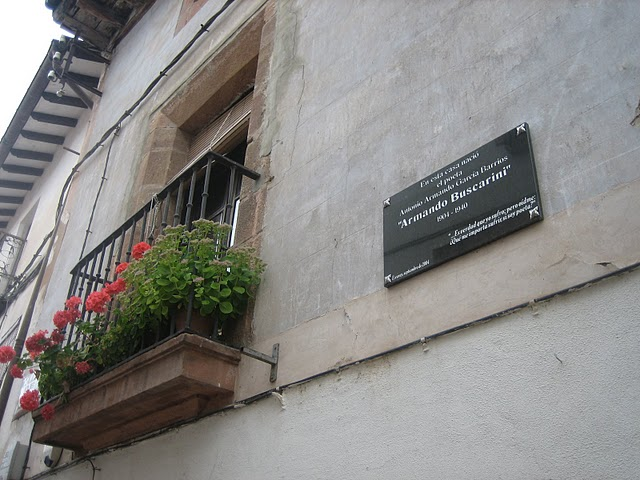
Inscripción en la casa natal Armando Buscarini.

Fue hijo de Asunción García Barrios, madre soltera que volvió a su pueblo Ezcaray desde Argentina (a donde, al parecer, emigró buscando una vida mejor) para dar a luz a su único hijo. A la temprana edad de cinco años viajó a Madrid de la mano de su madre y pronto manifiesta su deseo de ganarse la vida -o simplemente dedicarla- a ser escritor, para lo cual adopta el heterónimo de Armando Buscarini, supuesto apellido de su padre, a quien nunca conoció.
Después de haber escrito algunos relatos sobre su pueblo natal y algún que otro canto ripioso a su prima, publicó algún relato en la revista juvenil Los muchachos editada en Madrid.
En 1918 publica Emocionantísimas aventuras de Calck-Zettin. Emperador de los detectives -hoy desaparecido- y, un año después, la plaquette de poemas en prosa y verso titulado Ensueños. A este opúsculo siguieron otros tantos cuadernos de poesía, obras dramáticas y narrativas como Cancionero del arroyo (1920), Dolorosa errante (1921), Rosas negras (1921), Yo y mis versos (1921), La venganza de la gitana (1921), Sombras (1922), Por el amor de Dios (1922), Sor Misericordia (1923, obra teatral escrita junto a Mario Arnold), El aluvión (1924), Maruja la de Cristo (1924), Mis memorias (1924), El rey de los milagros (1924), La reina del bosque (1925), Baladas (1926), Los lauros (1926), La cortesana del Regina (1927), Los dos alfareros (1927), El rufián (1928)... que Buscarini vendía como podía en su puesto ambulante. Cuando las ventas iban mal, acababa la jornada entre los contertulios del madrileño Café Pombo, donde acudían escritores como Ramón Gómez de la Serna o Rafael Cansinos Asséns. En su estancia en Madrid, Armando Buscarini, al igual que los poetas Antonio Machado, Juan Ramón Jiménez y Federico García Lorca, publicó sus poemas en los periódicos El Imparcial, La Tribuna y La Libertad.
A otros, como a los hermanos y dramaturgos Serafín y Joaquín Álvarez Quintero, Buscarini les amenazaba y chantajeaba con suicidarse tirándose desde el Puente de Segovia, viaducto que ha sido puerta hacia la muerte habitual en Madrid para los suicidas.
Su propia madre le ingresó en el Hospital Psiquiátrico de Madrid, desde donde fue trasladado a Valladolid (donde escribió su testamento) y, finalmente, murió enfermo de esquizofrenia y sífilis en el manicomio de Logroño el 9 de junio de 1940. Enterrado en un nicho del cementerio local, el 10 de agosto de 1970 sus restos fueron trasladados al osario común.

## Recuperación

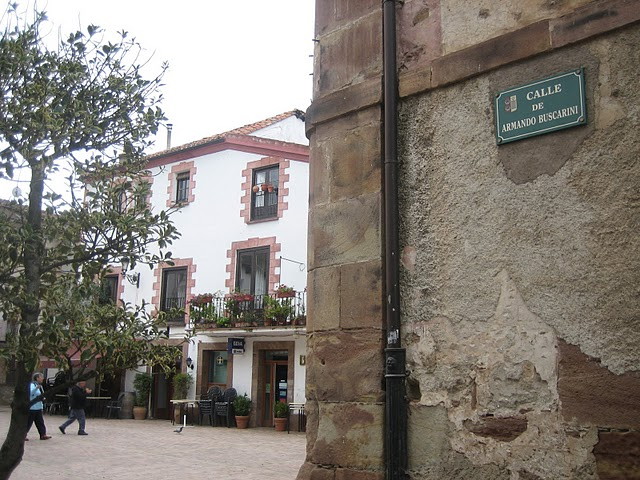
Calle Armando Buscarini en Ezcaray

La vida de Buscarini ha sido reconstruida por Juan Manuel de Prada a partir de las crónicas de César González Ruano, Ramón Gómez de la Serna y Cansinos Asséns, así como de lo escrito por el psiquiatra logroñés Alberto Escudero Ortuño en Los caminos de Hipócrates.
En 1981, el psiquiatra Alberto Escudero Ortuño, director del hospital psiquiátrico de la Beneficencia 'La Bene', de Logroño, incluyó en su libro de memorias Por los caminos de Hipócrates la semblanza 'Armando Buscarini, el poeta maldito'. Aunque Buscarini falleció en La Bene, Escudero Ortuño no le trató como paciente pero tuvo contacto con José M.ª Villacián, el psiquiatra que atendió al poeta en Valladolid; de la relación epistolar entre ambos surge la información que volcó en su libro.
En 1995 Juan Manuel de Prada tomó a Buscarini como personaje secundario en su novela Las máscaras del héroe, que repasaba la vida bohemia de algunos escritores de principios del siglo XX, paralelos a la Generación del 98. Además le dedicó la semblanza Armando Buscarini o el arte de pasar hambre, con la que ganó el Premio Café Bretón de los Herreros de Logroño y que está dedicada al psiquiatra Alberto Escudero Ortuño; corregida y aumentada, la publicó conjuntamente a otras semblanzas de escritores raros en Desgarrados y excéntricos. El actor albaceteño Miguel Ángel Gallardo ha adaptado a la escena el monólogo teatral Armando Buscarini o el arte de pasar hambre, basando en el texto de Prada. En 1996 éste publicó una edición del libro Mis memorias.
En 2006, los hermanos Rubén y Diego Marín A. crearon la página web www.armandobuscarini.com, dedicada a su vida y obra. Además, ese mismo año publicaron el epistolario inédito titulado 'Cartas Vivas', con cinco cartas cruzadas por el bohemio riojano con Rafael Cansinos Asséns y Andrés González Blanco. Por primera vez, toda la poesía de Armando Buscarini se ha reunido en un solo volumen: 'Orgullo. Poesía (in)completa de Armando Buscarini', publicado en Logroño con introducción de Juan Manuel de Prada y edición a cargo de Rubén y Diego Marín A., fundadores de la Editorial Buscarini.
En la colección La imprenta de Armando de este sello editorial se ha publicado 'Epístolas líricas. Correspondencia con Antonio de Lezama', libro que reúne los poemas dedicados por Buscarini al periodista de Laguardia, redactor-jefe de La Libertad, Antonio de Lezama. La obra 'El Rufián. Teatro, narrativa y memorias' completa la edición de sus obras, al reunir toda su producción literaria no poética, ya publicada en el volumen 'Orgullo'.
El cantaor flamenco Juan Pinilla ha versionado algunos poemas de Buscarini por tangos y tonás y suele interpretar dichos temas en sus espectáculos.
El Grupo de Teatro Crítico Universal (TECU) de la Universidad de La Rioja estrenó el montaje de su obra El rufián el 27 de septiembre de 2012 en La Gota de Leche (Logroño) .

## Homenajes
- La Universidad de La Rioja celebró su I Centenario en 2004.[6] Los actos comenzaron el 16 de julio con una conferencia de Juan Manuel de Prada.
- Ese mismo año, el Ayuntamiento de Ezcaray, su villa natal, decidió cambiar el nombre de la calle José Antonio Primo de Rivera, poniéndole el de Armando Buscarini. En su libro El rufián, en 1928, publicó el siguiente poema premonitorio:

A una clara avenida, con frondoso arbolado/darán mañana el nombre de quien tanto luchó./Mi corazón entonces se hallará agusanado/En el estrecho nicho que la piqueta abrió./En un bello crepúsculo, tranquilo y perfumado/resonarán canciones que no escucharé yo./El amor de los niños habrá purificado/la memoria de un hombre que por amar, pecó./¡Avenida soleada de un futuro lejano!/¡En mis sueños te veo surgir esplendorosa!/¡Tú has de ser en las noches cálidas de verano/vía abierta a la dulce confidencia amorosa,/cuando crucen los novios cogidos de la mano/y se alejen las almas un poco de la prosa...! ('Avenida Armando Buscarini'. El rufián, 1928)

- El Ayuntamiento de Ezcaray también ordenó colocar una lápida en la casa natal del poeta en la calle Mercedes de Mateo n.º 1, que contiene la siguiente leyenda:

En esta casa nació el poeta/Antonio Armando García Barrios/"Armando Buscarini"/1904-1940/"...Es verdad que yo sufro, pero oídme: ¿Qué me importa sufrir si soy poeta?". Ezcaray, septiembre de 2004.

- El director de la banda municipal de música de Ezcaray compuso en 2006 el pasodoble-marcha Armando Buscarini, que fue estrenado, frente a su casa natal, el 2 de julio de ese mismo año. Acto seguido se presentó en la biblioteca pública de Ezcaray el libro Orgullo. Poesía (in)completa. La partitura fue entregada a los autores de este libro, los hermanos Rubén y Diego Marín A., en octubre de 2010, tras ser interpretada en la plaza Conde de Torremúzquiz.[7]
- El Instituto de Estudios Riojanos (IER) patrocinó en 2006 y 2008 el estudio sobre su vida y obra.
- El bodeguero riojano Gonzalo Gonzalo Grijalba, propietario de Thewinelove.com ha nombrado uno de sus vinos Orgullo, título del más famoso poema de Armando Buscarini, y que elabora con variedades de uva tinta y blanca. Habitualmente ha colaborado en catas literarias, maridando su vino con la obra del poeta, en eventos como el Festival de Jazz de Ezcaray y en el Festival Mariquitina's Day.[8]
- Ha dado nombre a la Editorial Buscarini, una iniciativa cultural y literaria, nacida en La Rioja y dirigida por los hermanos Rubén y Diego Marín A., de ascendencia ezcarayense.

## Obra narrativa
- 1917 - Emocionantísimas aventuras de Calck-Zettin. El emperador de los detectives
- 1918 - Cantares
- 1923 - El riesgo es el eje sublime de la vida
- 1924 - El arte de pasar hambre
- 1924 - El aluvión
- 1924 - Mis memorias
- 1924 - Maruja la de Cristo
- 1924 - Las luces de la Virgen del Puerto
- 1925 - San Antonio de la Florida
- 1927 - La cortesana del Regina

## Obra poética
- 1919 - Ensueños
- 1920 - Sombras
- 1920 - Cancionero del arroyo
- 1921 - Romanticismo
- 1921 - Poemas sin nombre
- 1921 - Rosas negras
- 1921 - Yo y mis versos
- 1922 - Con la cruz a cuestas
- 1922 - Por el amor de Dios
- 1922 - Dolorosa errante
- 1924 - Primavera sin sol
- 1926 - Baladas
- 1926 - Los lauros
- 1928 - El umbral del recuerdo

## Obra dramática
- 1923 - Sor misericordia (firmada con Mario Arnold)
- 1924 - El rey de los milagros
- 1925 - La Reina del Bosque
- 1927 - Los dos alfareros
- 1928 - El rufián

## Otras obras del autor
- La venganza de la gitana[9]
- Las rosas eternas
- Cruzada romántica. Prosa de exaltación y amor a la humanidad
- El hombre de las gafas negras
- Golondrinita
- Voluntad, alma y pobreza
- San Juan de Dios
- Los días del hospital